# Fiumi della Colombia
- Apaporis
- Ariari
- Atabapo
- Atrato
- Caguán
- Cahuinari
- Caquetá
- Casanare
- Cauca
- Guainía
- Guamúez
- Guaviare
- Guayabero
- Iguara Paraná
- Inírida
- Magdalena
- Rio Medellín
- Nechi
- Orinoco
- Patia
- Putumayo
- Rancheria
- Rio delle Amazzoni
- Rio Méta
- Rio San Juan
- Sinú
- Tomo
- Upia
- Vaupés
- Vichada
- Yari